# Boloagung
Boloagung is een bestuurslaag in het regentschap Pati van de provincie Midden-Java, Indonesië. Boloagung telt 3086 inwoners (volkstelling 2010).